# Сарлык (гора)
Сарлы́к — гора, которая входит в состав Семинского хребта и является его высшей точкой (2507 м). В переводе с алтайского означает «дикий як».
Гора Сарлык — одна из достопримечательностей Шебалинского района Республики Алтай. Расположена на расстоянии около 10 км к востоку от высшей точки Семинского перевала — одной из наиболее высоких точек Чуйского тракта. Гора Сарлык сохраняет на склонах снежные пятна даже в знойный июль.
Горы гряды лежат поперёк пути основных переносов воздушных масс, приходящих с запада и северо-запада. Характер погоды особенно неустойчив при прохождении циклонов, которые определяют режим ветра. Сильные ветры с низовыми метелями наблюдаются зимой. Скорость их достигает более 30-35 м/сек. Они вызывают дефляцию снежного покрова, накапливая его в отрицательных формах рельефа. Многие деревья, чтобы устоять порыву таких ветров, приспособились. Вековые кедровники на «бою» развивают крону с подветренной стороны, однако высокой растительности на склонах самой горы не наблюдается. Такие горы в Сибири называются гольцами, поскольку они поднимаются выше предела, на котором лес может существовать.
На северо-восточном склоне горы Сарлык берёт начало река Туюк и течет на север вдоль Туюкской долины. На западном склоне г. Сарлык берёт начало река Сарлык. Обе реки — Туюк и Сарлык, впадают в реку Сема, которая, в свою очередь, является одним из притоков р. Катуни.
Все реки, стекающие со склонов Сарлыка, получают снеговое, дождевое и грунтовое питание. Годовое количество осадков 600—700 мм.
С восточной стороны г. Сарлык расположена Туюкская долина, в которой расположены живописные Куратинские и Туюкские озёра.